# Pačir

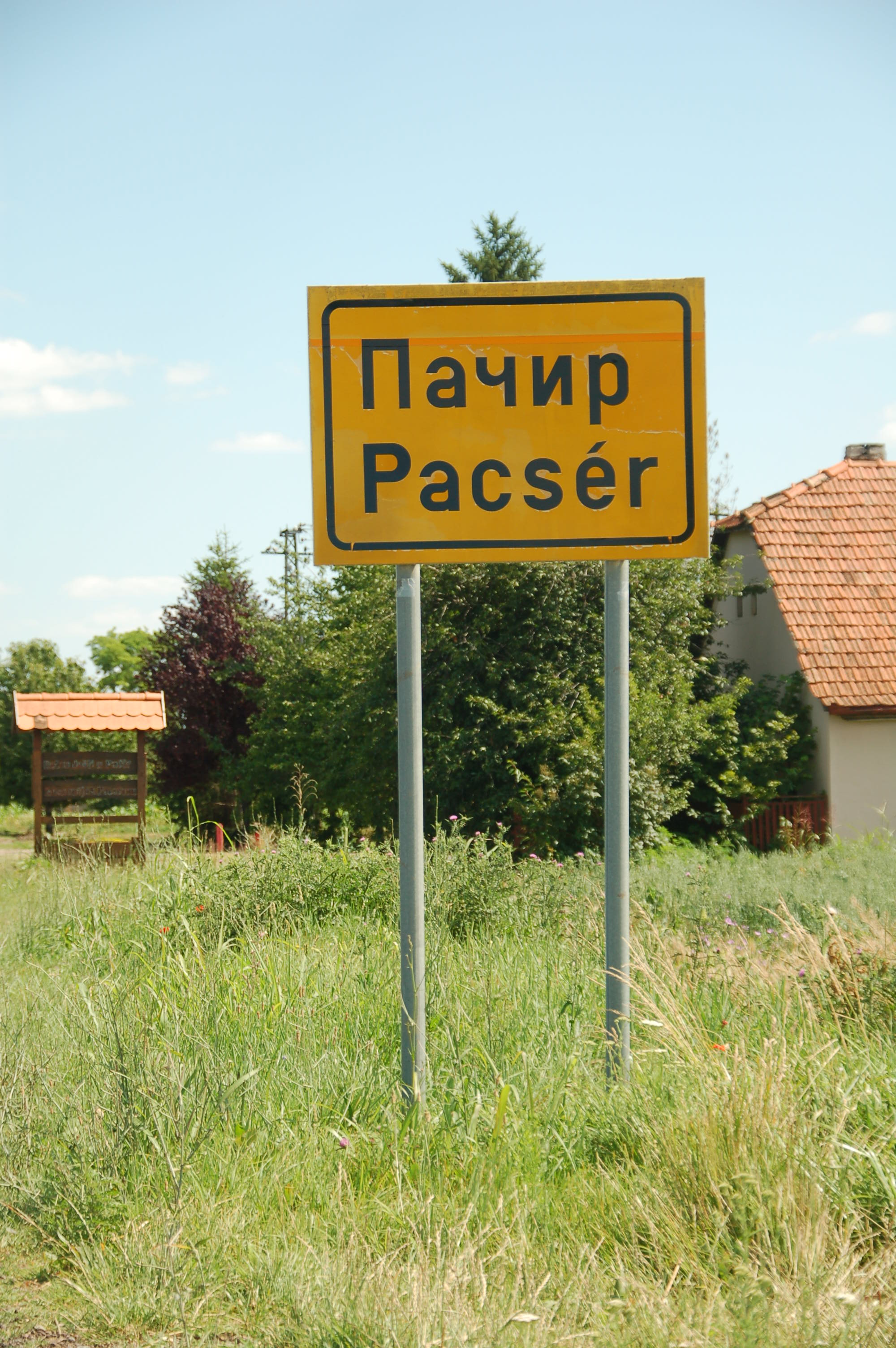
Place-name sign, helynév jel, Pacir Ortstafel

Pačir (v srbské cyrilici Пачир, maďarsky Pacsér) je vesnice v severní části Srbska, v autonomní oblasti Vojvodina. Administrativně je součástí opštiny Bačka Topola
V roce 2011 měla podle sčítání lidu celkem 2580 obyvatel. Zhruba 60 % z nich byli Maďaři, 30 % Srbové a zastoupeny jsou i další národnosti.
První písemná zmínka o obci pochází z roku 1409. Po stažení Turků z Uher byla vesnice vysídlená a teprve až v 18. století se sem dosídlili Maďaři z okolí obce Kisújszállás.